# Seznam sopek Nového Jižního Walesu
Toto je seznam vulkánů Nového Jižního Walesu

## A
- Abercrombie Volcano
- Airly Volcano

## B
- Barrington Volcano
- Bunda Bunda Volcano
- Byrock Volcano
- The Breadknife

## C
- Mount Canobolas
- Cargelligo Volcano
- Central Volcano
- Comboyne Volcano

## D
- Doughboy Volcano
- Dubbo Volcano

## E
- Ebor Volcano
- El Capitan

## L
- Liverpool Range

## M
- Mount Kaputar or Nandewar
- Monaro Volcano

## N
- Nerriga Volcano

## S
- Snowy Mountains
- South Coast Volcano
- Southern Highlands Volcano
- Sydney Volcano

## W
- Walcha Volcano
- Mount Warning or Tweed Volcano
- Warrumbungles

## Ostrov lorda Howa
- Balls Pyramid
- Mount Gower
- McDonald Island